# Salif Keita
Salif Keïta (* 25. srpna 1949) je popový zpěvák z Mali. Je výjimečným jednak tím, že si v Africe vysloužil přezdívku „Golden Voice of Africa”, ale také tím, že je albín, a v neposlední řadě tím, že je přímým potomkem dynastie zakladatelů Říše Mali. Podle maliského kastovního systému se neměl nikdy stát zpěvákem. Tato role totiž patří v Mali griotům. Není bez zajímavosti, že od roku 2016 spolupracuje s českou textilní firmou Veba, které se stal tváří.

## Diskografie
- Seydou Bathili – 1982
- Soro – 1987 – Mango
- Ko-Yan – 1989 – Mango
- Amen – 1991 – Mango
- Destiny of a Noble Outcast – 1991 – PolyGram
- 69–80 – 1994 – Sonodisc
- Folon – 1995 – Mango
- Rail Band – 1996 – Melodie
- Seydou Bathili – 1997 – Sonodisc
- Papa – 1999 – Blue Note
- Mama – 2000 – Capitol
- The Best of Salif Keita – 2001 – Wrasse Records
- Sosie – 2001 – Mellemfolkeligt
- Moffou – 2002 – Universal Jazz France
- The Best of the Early Years – 2002 – Wrasse Records
- Remixes from Moffou – 2004 – Universal Jazz France
- M'Bemba – 2005 – Universal Jazz France
- The Lost Album – 2006 – Cantos
- La Différence – 2009 – Emarcy
- Anthology, 2011
- Talé – Universal, Philippe Cohen-Solal, 2012
- V roce 2016 natočil první reklamní spot pro českou textilní firmu Veba.[1]
- Druhá komerční píseň pro společnost Veba byla zveřejněna v roce 2018.[2]
- Tonton – 2018 (většina postav v hudebním klipu obléká látky broumovské textilky Veba)[3]